# Felsőkörtvélyes (Sárszentágota)
Felsőkörtvélyes közigazgatásilag Sárszentágota községhez tartozó település Fejér vármegyében, a Sárbogárdi járásban.

## Fekvése
A külterületen lévő településrész a 63-as főút mentén található. Sárbogárd-tól 6 km-re északra, Székesfehérvártól 32 km-re délre fekszik. Tolnától, a főút kezdetétől 63, míg a székesfehérvári végpontjától 27 km-re. A főúton helyközi autóbusz-megálló van. Megközelíthető vonattal is a MÁV 45-ös számú Börgönd–Sárbogárd–vasútvonalán, de a megállóhelyen jelenleg szünetel a vasúti forgalom, a legközelebbi üzemelő állomások a Budapest–Pécs-vasútvonal nagylóki és sárbogárdi állomásai. A Kislók felé vezető 62117-es és a Felsőtöbörzsökpuszta felé vezető 63111-es közút is itt ágazik el a 63-asból, annak 63+200-as kilométerszelvénye környékén, előbbin fénysorompós útátjáró is van.

## Élővilága
Felsőkörtvélyesen 4 gólyafészket tartanak nyilván. A faluban 2013-ban is költöttek a gólyák.

## Története
Sárszentágota és társult településrészeinek (Felső-Töbörzsök, Felsőkörtvélyes) területe sajnos fehér folt az őskor évezredeit kutató régészek számára. A Sárvíz-völgy mocsaras, rétes vidékét már az i.e. 4. évezred eleje tájától a csiszolt kőkor embere (neolitikum) lakta. Annál jelentősebbek a kelták késő vaskori itt lakásának emlékei. A Sárvíz-völgy fontos útvonala, minden valószínűség szerint az eraviscusoknak jutott. A rómaiak is megtelepedtek itt. A nem messze lévő Gorsium (Tác) e térség municipiuma volt. A 10. században megtelepedett magyarság szorosan egybefonódik a később ugyanitt megjelenő besenyőséggel.
Felsőkörtvélyes a középkorban a Körtvélyesi-család birtoka volt, amely a török hódoltság idején elpusztult. 1581-ből kétfelé adózásról van adatok. Ebben az évben a palotai kapitány szedte be a körtvélyesiektől az adót. A későbbiekben is a katonai nemesség tagjai birtokolták. (Baranyai, Szekeres családok) 1700-ban Lipót megerősíti tulajdonjogukat. A török időkben a falu neve Kroskovecz volt. Más források szerint: Sédánnak nevezték.
Körtvélyes egy része vétel útján 1767-ben a Jankovich család kezébe került. Lakossága 1774-ben 1 fő volt, de 1784-ben már 73 fő élt ott. (7 házban, 16 család) Az 1800-as évek elejére két Körtvélyes lett.  Alsókörtvélyes egy részében a Huszár család birtokolt, míg Felsőkörtvélyest a Jankovich család urslta továbbra is. Alsókörtvélyes lakossága 1838-ban 149 fő volt, Felsőkörtvélyesé 174 fő volt. 1869-ben a két puszta lakosságát együtt írták össze, ekkor a létszám 218 fő volt. A 20. században a Zichy család tulajdona lett. 1921-től 600 kh-t földet sárbogárdiak béreltek ki.

## Jelene
Egyetlen közösségi létesítménye, a volt általános iskola épülete. A rendszerváltáskor megszűnt sárkeresztúri községi közös tanácsból kivált sárszentágotai községi tanács 1989-ben tataroztatta az épületet. Új tetőzettel látta el, és az épületben korábban létrehozott házi oltárokat a katolikus lakosság a vasárnapi istentisztelet alkalmával újra igénybe veszi. A reformátusok Sárbogárdhoz tartoznak, bár a faluban van református imaház.
A háziorvosi és a védőnői ellátást Sárszentágotáról biztosítják, de a szakorvosi kezelés színhelye a közeli Sárbogárd. A vezetékes gázellátás kiépült a faluban. Az általános iskola is Sárszentágotán van.

## Külső hivatkozások
- Magyarország vasútállomásai és vasúti megállóhelyei